# Живинице (Дервента)
Живинице (серб. Живинице, хорв. Živinice ) — населенный пункт (деревня) в общине Дервента, который принадлежит энтитету Республике Сербской, Босния и Герцеговина. По результатам югославской переписи населения 1991 года в Живинице проживало 1290 человек.

## Население
В населении деревни преобладают хорваты.
| 1991                           | - | - | - | - | - | - |
| ------------------------------ | - | - | - | - | - | - |
| 1290                           | - | - | - | - | - | - |
| Гистограмма динамики населения |   |   |   |   |   |   |

### Национальный состав
1991 год:
- Сербы — 118 человек (9,14 %)
- Хорваты — 1074 человека (83,25 %)
- Югославы — 46 человек (3,72 %)
- Мусульмане — 39 человек (3,02 %)
- Другие — 11 человек (0,85 %)